# Liste de jeux vidéo Wario
Vous lisez un « bon article » labellisé en 2010.
Pour un article plus général, voir Wario (série).
Les jeux vidéo Wario forment une franchise de jeux vidéo de type plate-forme, party game et puzzle publiés et produits par Nintendo. Les jeux ont été développés par plusieurs entreprises, parmi lesquelles y figurent Nintendo, Suzak, Good-Feel, et Intelligent Systems. Tous les jeux vidéo Wario depuis la Game Boy jusqu'à la septième génération de consoles ont été développés exclusivement pour les consoles de salon et consoles portables conçues par Nintendo. Le premier jeu où figure Wario en tant que personnage jouable est Wario Land: Super Mario Land 3 sur Game Boy, bien qu'il fût déjà présent dans Super Mario Land 2: 6 Golden Coins et Mario and Wario,.
La série Wario a pris deux directions : la série traditionnelle de jeu de plate-forme à défilement parallaxe, et une série de party game, WarioWare. Les jeux de plate-forme ont débuté en tant que spin-off de la série de jeux vidéo Super Mario Land pour Game Boy caractérisés par ses scènes cinématiques et son scénario mettant notamment en avant le caractère avide de Wario,,. Le dernier jeu de plate-forme Wario à être sorti est Wario Land: The Shake Dimension (connu aussi sous le nom Wario Land: Shake It! en Amérique du Nord) pour la Wii. C'est un jeu de plate-forme en 2D dont le principe est similaire aux précédents jeux de plate-forme Wario.
Les jeux WarioWare sont quant à eux une compilation de mini-jeux où le joueur doit accomplir une série de petites activités qui s'enchaînent, le rythme s'accélérant progressivement,. Le dernier jeu en date de la série WarioWare est WarioWare: Move It! sorti en 2023 sur la Nintendo Switch.